# Pablo Campos
Pablo Campos (* 29. November 1983 in São Paulo) ist ein ehemaliger brasilianischer Fußballspieler.

## Karriere
Campos spielte während seiner College-Zeit für die Collegeteams der Oklahoma Baptist University und der Fresno Pacific University. Als Spieler der Fresno University wurde er 2007 in das All-American-Team der NAIA gewählt. 2007 wechselte der Stürmer zu Fresno Fuego in die Premier Development League. Dort avancierte er zu einem regelmäßigen Torschützen und ergatterte mit 18 Saisontoren in 15 Spielen den Titel des Torschützenkönigs. Zudem wurde er zum Most Valuable Player der Liga gewählt. Auch in seiner zweiten Spielzeit stellte er seine Torgefährlichkeit unter Beweis und bis zum Sommer gelangen ihm in zehn Einsätzen 14 Tore.
Aufgrund der Erfolge Campos in der Premier Development League wurde GAIS auf den Angreifer aufmerksam und verpflichtete ihn im Juli 2008 zusammen mit Reuben Ayarna, einem weiteren Spieler aus dem US-amerikanischen College-Fußball. Er erhielt beim Göteborger Klub einen Vertrag bis zum Saisonende. Zunächst kam er in der zweiten Mannschaft des Vereins zum Einsatz, wo er sich mit drei Toren in sechs Spielen für höhere Aufgaben empfahl. Am 24. September kam er beim 0:0-Unentschieden gegen Gefle IF zu seinem Debüt in der Allsvenskan. Nach acht torlosen Spielen entschied sich der Klub, die Option auf Vertragsverlängerung bei ihm sowie seinem brasilianischen Mannschaftskollegen Matâo nicht auszuüben.
Zurück in den USA unterzeichnete Campos einen Vertrag mit der Major League Soccer und wurde unter den interessierten Ligateams verlost. Das Los fiel auf die San José Earthquakes, für die er zu 14 Einsätzen kam, bevor er gegen zwei Picks bei den kommenden Drafts an den Ligakonkurrenten Real Salt Lake abgegeben wurde. Ende August wurde Campos als Spieler der Woche ausgezeichnet, nachdem er bei seinen beiden ersten Spielen in der Startelf von Salt Lake jeweils die 1:0-Führung erzielte. Letztlich blieb ihm der Durchbruch in der MLS verwehrt.
Im Frühjahr 2011 wechselte er daher in die North American Soccer League zu den Carolina RailHawks. Dort erzielte er 12 Tore und war damit einer der erfolgreichsten Torschützen der Mannschaft in der Saison 2011.
Im Februar 2012 wechselte er innerhalb der Liga zu den San Antonio Scorpions. Auch hier blieb er nur eine Saison und wechselte anschließend zu Minnesota United. 2016 ging Campos zum Miami FC, wo er in dem Jahr seine aktive Laufbahn ausklingen ließ.

## Erfolge
Real Salt Lake
- MLS Cup Eastern Conference Championship: 2009